# James Woods (sciatore)
James Woods (Sheffield, 19 gennaio 1992) è un ex sciatore freestyle britannico.

## Biografia
Specializzato in slopestyle, big air e halfpipe Woods ha esordito in Coppa del Mondo il 13 gennaio 2008 a Les Contamines, giungendo 37º nell'halfpipe vinto dal canadese Matthew Hayward. Ha ottenuto la prima vittoria, nonché primo podio, il 7 settembre 2012 nello slopestyle di Ushuaia. Nella stessa stagione ha vinto la Coppa del Mondo di slopestyle.
In carriera ha preso parte a tre edizioni dei Giochi olimpici invernali: Soči 2014 (5º nello slopestyle), Pyeongchang 2018 (4º nello slopestyle) e Pechino 2022 (30º nel big air); e a cinque dei Campionati mondiali, vincendo complessivamente tre medaglie, tutte in slopestyle, tra cui l'oro a Park City 2019.

## Palmarès

### Mondiali
- 3 medaglie:
  - 1 oro (slopestyle a Park City 2019)
  - 1 argento (slopestyle a Voss 2013)
  - 1 bronzo (slopestyle a Sierra Nevada 2017)

### Winter X Games
- 6 medaglie:
  - 1 oro (big air ad Aspen 2017)
  - 5 bronzi (slopestyle a Tignes 2011; slopestyle ad Aspen 2013; slopestyle ad Hafjell 2017; big air ad Aspen 2018; big air ad Aspen 2019)

### Coppa del Mondo
- Miglior piazzamento in classifica generale: 11º nel 2013
- Vincitore della Coppa del Mondo di slopestyle nel 2013

- 7 podi:
  - 4 vittorie
  - 2 secondi posti
  - 1 terzo posto

#### Coppa del Mondo - vittorie
| Data             | Luogo           | Paese         | Disciplina |
| ---------------- | --------------- | ------------- | ---------- |
| 7 settembre 2012 | Ushuaia         | Argentina     | SS         |
| 12 gennaio 2013  | Copper Mountain | Stati Uniti   | SS         |
| 28 agosto 2015   | Cardrona        | Nuova Zelanda | SS         |
| 27 agosto 2017   | Cardrona        | Nuova Zelanda | SS         |

Legenda:

SS = Slopestyle